# Aylostera pygmaea
Aylostera pygmaea ist eine Pflanzenart in der Gattung Aylostera aus der Familie der Kakteengewächse (Cactaceae). Das Artepitheton pygmaea stammt aus dem Lateinischen, bedeutet ‚Zwerg‘ und verweist auf die geringe Größe der Pflanzen.

## Beschreibung
Aylostera pygmaea wächst einzeln und nur selten sprossend mit kugelförmigen bis niedergedrückt kugelförmigen oder zylindrisch verlängerten Körpern. Die Körper erreichen bei Durchmessern von 0,5 bis 4 Zentimetern Wuchshöhen von bis zu 6 Zentimetern und haben eine kräftige Rübenwurzel. Die 9 bis 15 Rippen sind kaum in Höcker gegliedert. Die Areolen sind kreisrund. Der Mitteldorn, der auch fehlen kann, ist abstehend und kurz. Die 2 bis 11 Randdornen sind weiß bis bräunlich. Sie sind seitlich ausstrahlend, an der Oberfläche des Körpers anliegend oder leicht abstehend und 2 bis 6 Millimeter lang.
Die gelben bis goldgelben, orangen, orangeroten, rosafarbenen oder violetten, selten auch geflammten Blüten sind 1,6 bis 2,7 Zentimeter lang. Die kugelförmigen Früchte sind grünlich und weisen Durchmesser von bis zu 6 Millimetern auf.

## Verbreitung, Systematik und Gefährdung
Aylostera pygmaea ist in Bolivien in den Departamentos Chuquisaca, Oruro, Potosí und Tarija sowie in Argentinien in den Provinzen Salta und Jujuy in Höhenlagen von 3200 bis 3800 Metern verbreitet, wo sie in der Puna-Vegetation wächst.
Die Erstbeschreibung als Echinopsis pygmaea wurde 1905 von Robert Elias Fries veröffentlicht. Stefano Mosti und Alessio Papini stellten die Art 2011 in die Gattung Aylostera. Weitere nomenklatorische Synonyme sind Rebutia pygmaea (R.E.Fr.) Britton & Rose (1922), Lobivia pygmaea (R.E.Fr.) Backeb. (1936) und Mediolobivia pygmaea (R.E.Fr.) Krainz (1947). Da die Art sehr variabel ist, existieren zahlreiche taxonomische Synonyme, darunter Rebutia huasiensis Rausch (1977), Rebutia nigricans (Wessner) Pilbeam (1997) und Rebutia steinmannii (Solms) Britton & Rose (1922).
In der Roten Liste gefährdeter Arten der IUCN wird die Art als „Least Concern (LC)“, d. h. als nicht gefährdet geführt.

## Nachweise